# 鸡东站
鸡东站（原站名为平阳站），位于中华人民共和国黑龙江省鸡西市鸡东县鸡东镇，是林密铁路上的火车站，建于1936年，哈尔滨铁路局管辖。

## 車站周邊
- 风顺快捷宾馆
- 鸡东县公安局前进边防派出所
- 鸡东公路客运站
- 中国邮政储蓄银行鸡东支行
- 中国农业银行鸡东镇分理处
- 中国工商银行中心储蓄所
- 中国工商银行市场储蓄所
- 中国建设银行建银储蓄所
- 中国邮政储蓄银行银峰路支行

## 歷史
- 建于1936年。
- 1964年9月更名为鸡东站。